# Байбек, Олжас Садыкалиулы
Олжас Садыкалиулы Байбек (каз. Олжас Садықәлиұлы Байбек; род. 11 февраля 2005, Шардара) — казахстанский футболист, полузащитник клуба «Кайрат» и сборной Казахстана до 21 года.

## Клубная карьера
Футбольную карьеру начал в 2022 году в составе клуба «Кайрат-Жастар» в первой лиге. 19 октября 2024 года в матче против клуба «Туран» Туркестан дебютировал в казахстанской Премьер-лиге.

## Карьера в сборной
8 июня 2024 года дебютировал за сборную Казахстана до 21 года в матче против сборной Грузии до 21 года (1:2).

## Достижения
«Кайрат»
- Чемпион Казахстана: 2024

## Клубная статистика
| Клуб             | Сезон            | Лига | Лига | Кубки | Кубки | Еврокубки | Еврокубки | Итого | Итого |
| Клуб             | Сезон            | Игры | Голы | Игры  | Голы  | Игры      | Голы      | Игры  | Голы  |
| ---------------- | ---------------- | ---- | ---- | ----- | ----- | --------- | --------- | ----- | ----- |
| Кайрат           | 2022             | 0    | 0    | 0     | 0     | —         | —         | 0     | 0     |
| Кайрат           | 2023             | 0    | 0    | —     | —     | —         | —         | 0     | 0     |
| Кайрат           | 2024             | 3    | 1    | 0     | 0     | —         | —         | 3     | 1     |
| Кайрат           | 2025             | 5    | 0    | 1     | 0     | —         | —         | 6     | 0     |
| Кайрат           | Итого            | 8    | 1    | 1     | 0     | —         | —         | 9     | 1     |
| → Кайрат-Жастар  | 2022             | 18   | 0    | —     | —     | —         | —         | 18    | 0     |
| → Кайрат-Жастар  | 2023             | 15   | 2    | —     | —     | —         | —         | 15    | 2     |
| → Кайрат-Жастар  | 2024             | 20   | 7    | —     | —     | —         | —         | 20    | 7     |
| → Кайрат-Жастар  | 2025             | 2    | 0    | —     | —     | —         | —         | 2     | 0     |
| → Кайрат-Жастар  | Итого            | 55   | 9    | —     | —     | —         | —         | 55    | 9     |
| Всего за карьеру | Всего за карьеру | 63   | 10   | 1     | 0     | —         | —         | 64    | 10    |